# Wagoto
Wagoto (jap. 和事) – japoński styl gry aktorskiej, charakterystyczny dla ról męskich teatru kabuki. Styl grania jest miękki i delikatny. Charakteryzuje się dużą dozą elegancji i subtelności. Przeważnie zarezerwowany był do ról, polegających na odgrywaniu scen z codziennego życia oraz przygód miłosnych. 

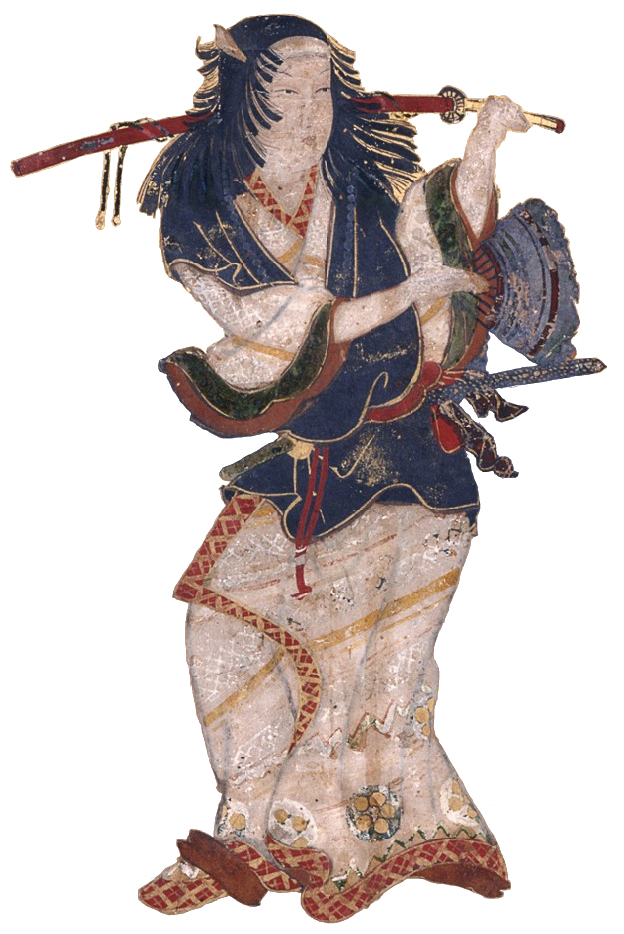
Izumo no Okuni (ok. 1600 roku)

Geneza wagoto wywodzi się z Kansai (kabuki z Kamagata – archaiczne wyrażenie używane w regionie Osaka-Kioto-Kobe-Nara; głównym elementem jest właśnie styl wagoto) i sięga ostatniej dekady XVI wieku, gdy w Japonii powstały pierwsze, kobiece teatry kabuki. Za początek tej sztuki uważa się rok 1603, gdy miko (kapłanka i tancerka shintō) z chramu Izumo o imieniu Izumo no Okuni, zyskała sławę dzięki swoim występom, wraz ze swoją trupą, w chramie Kitano Tenman-gū w Kioto i w wyschniętym korycie rzeki Kamo przepływającej przez to miasto.
Sztuki polegały na odegraniu dwóch skeczy, przeplecionych tańcami. Narracja tych sztuk skupiona była wokół tematyki keiseikai (kupowanie usług kurtyzany) oraz furo-agari (flirtowanie z dziewczętami w łaźniach; dosł. "po łaźni"). Gdy w połowie XVII wieku zakazano gry aktorskiej kobietom i młodzieńcom, aktorzy męscy byli zmuszeni do modyfikacji swoich umiejętności. 
Styl wagoto stał się sławny za sprawą aktora Tōjūrō Sakaty z Kioto, grającego w sztukach autorstwa Monzaemona Chikamatsu. Po raz pierwszy w stylu wagoto Tōjūrō Sakata wystąpił w roli Izaemona, wydziedziczonego kochanka kurtyzany Yūgiri, w sztuce Chikamatsu Yūgiri nagori no shōgatsu (Pożegnanie Yūgiri w Nowy Rok, 1678). Rola Izaemona jest uważana za typową dla wagoto. Innym przykładem bohatera wagoto jest rola samuraja, zmuszonego do opuszczenia domu pana. Samuraj przebiera się za kupca i w celu pozbycia się śledzących go wrogów bawi w domach publicznych. Jednocześnie układa plan przywrócenia świetności swojemu imieniu.
Z Kansai wagoto upowszechnił się w teatrach kabuki w Edo. Pod koniec XVIII wieku aktor z Edo Shichisaburō Nakamura I zastąpił dotychczasowy styl aragoto stylem wagoto, występując w roli Jūrō Sogi w sztuce Kōshoku Kamakura gonin onna (Pięć kobiet z Kamakury). Do innych znanych aktorów, grających w stylu wagoto zaliczają się aktorzy z Kansai: Ganjirō Nakamura, ojciec i syn Senjaku Nakamura, Nizaemon Kataoka, Enjaku Jutsukawa oraz pochodzący z Tokio: Kanzaburō Nakamura, Ennosuke Ichikawa i Kanya Morita.
Wagoto został zaadaptowany także do innych ról w sztukach kabuki, zapożyczonych z bunraku. Należą do nich role: Jiheia w sztuce Shinjū ten no Amijima (Samobójstwo z miłości w niebiańskiej Amijimie, 1720), Tokubeia w Sonezaki shinjū (Samobójstwo kochanków w Sonezaki, 1703), Chūbeia w sztuce Meido no hikyaku (Posłaniec do piekieł, 1711).